# David Vincent
David Alexander Vincent (Charlotte, Észak-Karolina, 1965. április 22. –) amerikai basszusgitáros és énekes, aki a Morbid Angel tagjaként vált ismertté. Az "Evil D" becenévre hallgató zenész az 1980-as évek közepén kezdte pályafutását, egy Incubus névre hallgató zenekarban. 1986-ban lett a Morbid Angel tagja, ahol basszusgitárosként és énekesként vált ismertté, de 1996-ban távozni kényszerült a zenekarból. Ezt követően a Genitorturers nevű indusztriális metal együttesben bukkant fel, ahol csak a basszusgitárra koncentrált. 2004-ben tért vissza a Morbid Angel soraiba, visszatérő lemeze a zenekarral 2011 júniusában Illud Divinum Insanus címmel jelent meg.

## Pályafutása
Tizenévesként kezdett el rajongani a rockzene iránt, eleinte olyan előadókért rajongott, mint a KISS vagy Alice Cooper. Pályafutását az Incubus együttesben kezdte, majd 1986-ban Sterling Von Scarborough utódja lett a Morbid Angel-ben. 1989 és 1995 között négy nagylemezen szerepelt az együttes tagjaként, mígnem 1996-ban távozni kényszerült. Mivel Vincent volt az együttes frontembere, az interjúk nagy részét is ő adta, melyekben előszeretettel hangoztatta szélsőjobbos nézeteit. Ezáltal az együttest rengeteg támadás érte a kritikusok és a rajongók részéről is, ezért Trey Azagthoth, az együttes gitárosa távozásra szólította fel.
Vincent utolsó lemeze az együttessel az 1995-ben megjelent Domination volt. A vele készült albumokon dalszerzőként is aktívan közreműködött, dalszövegeiben pedig a sátánizmus, az okkultizmus és a keresztény-ellenesség mellett a sumer mitológia és a Római Birodalom is megidézésre került.
A Morbid Angel-ből való távozása után a Genitorturers nevű indusztriális metal együttes tagja lett. Ugyan 1993-ban már vokálozott a 120 Days of Genitorture című debütalbum House of Shame dalában, de teljes értékű zenekari taggá csak 1996-ban vált. A zenekarban megtalálható Vincent felesége is, együttműködésük több lemezt is eredményezett, melyek közül az utolsó 2009-ben Blackheart Revolution címmel jelent meg.
Vincent nevéhez fűződik a Terrorizer nevű grindcore formáció is, amelynek 1989-es World Downfall albumán énekelt és basszusgitározott. A műfaj klasszikusának számító lemezt a Morbid Angelből ismert Pete Sandoval dobolta fel.
2004-ben tért vissza a Morbid Angel soraiba, azóta az együttes csak koncerteket vállalt, a Vincent visszatérését dokumentáló új nagylemez studiómunkálatai csak jóval később kezdődtek el. Az album Illud Divinum Insanus címmel 2011. június 6-án fog megjelenni a Season of Mist gondozásában.
2008-ban szerepelt a Soulfly együttes Conquer lemezén a Blood Fire War Hate című dalban.

## Diszkográfia

### Morbid Angel
- Altars of Madness (1989)
- Blessed Are the Sick (1991)
- Covenant (1993)
- Domination (1995)
- Entangled in Chaos (1996)
- Illud Divinum Insanus (2011)

### Genitorturers
- 120 Days of Genitorture (1993)
- Sin City (1998)
- Flesh is the Law (2002)
- Blackheart Revolution (2009)

### Terrorizer
- World Downfall (1989)

### Soulfly
- Conquer (2008)